# Lars Klareskog

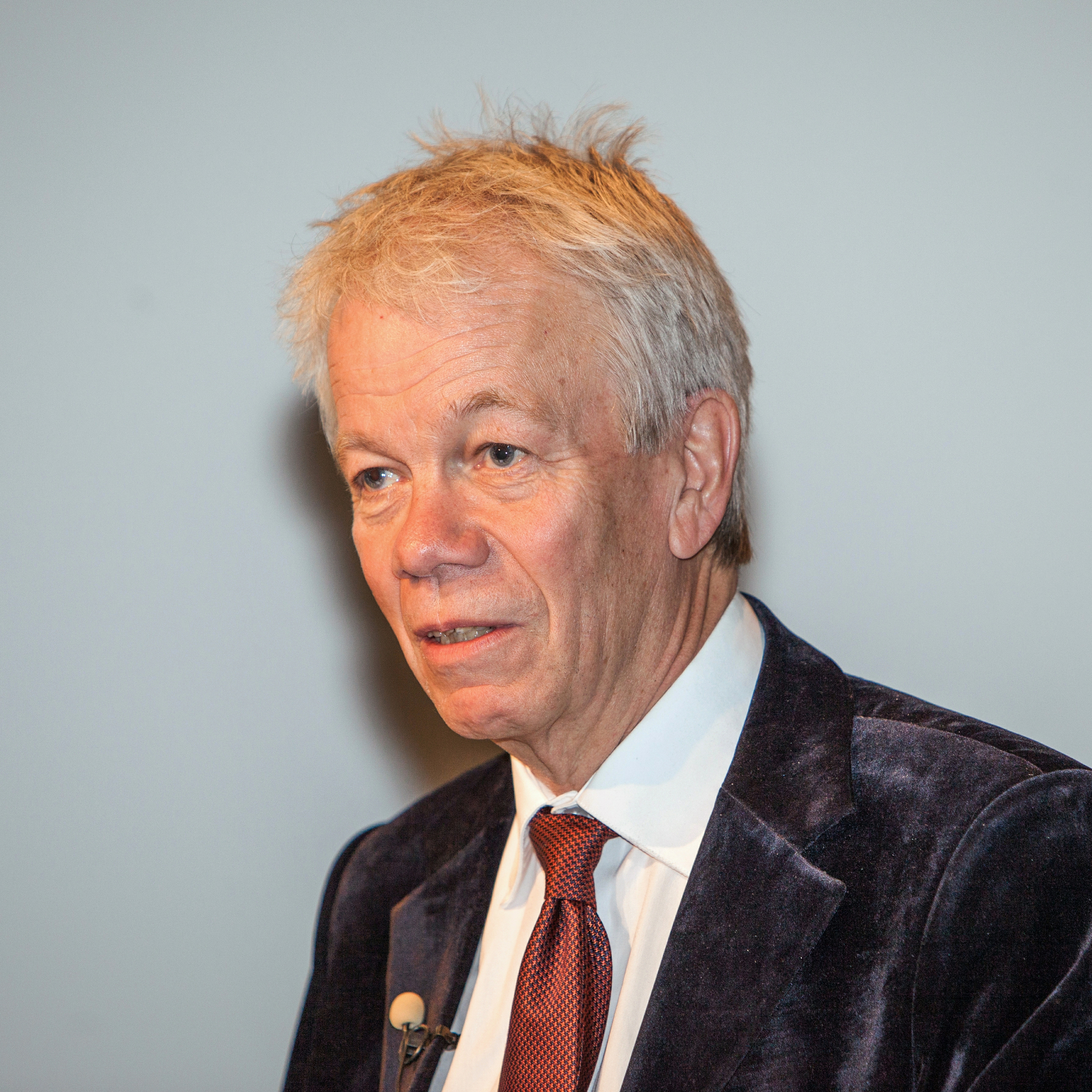
Klareskog (2013)

Lars Klareskog (* 1945) ist ein schwedischer Mediziner (Immunologe, Rheumatologe) bekannt für die Erforschung der Genetik von Autoimmunkrankheiten wie rheumatoide Arthritis (RA).
Klareskog erhielt 1974 seinen Abschluss als Mediziner an der Universität Uppsala und wurde dort 1978 promoviert (On the structure, function and tissue distribution of HLA-DR and Ia antigens). 1990 bis 1993 hatte er den Lehrstuhl für klinische Immunologie an der Universität Uppsala. Danach hatte er bis 2012 den Lehrstuhl für Rheumatologie am Karolinska-Institut und der Karolinska-Klinik und war Leiter der Rheumatologischen Klinik und Forschungsgruppe. Seit 2008 ist er dort auch Direktor des Center for Molecular Medicine.
Mitte der 2000er-Jahre entdeckte er mit seinem Team eine erheblich höhere Anfälligkeit gegen rheumatische Arthritis bei genetischer Disposition (HLA-Risiko-Gene) und ACPA-positiven Patienten die zusätzlich Raucher waren. Das Rauchen führt nach Klareskog zur Citrullinierung von Proteinen (Umwandlung der Aminosäure Arginin in Citrullin, zum Beispiel Mutiertes Citrulliniertes Vimentin, MCV), wogegen die ACPA Antikörper reagierten.
Er war Gastprofessor und Gastwissenschaftler an der Harvard Medical School, dem Imperial College London (Kennedy Institute of Rheumatology), dem Hospital of Special Surgery der Cornell University, in Seattle, Leeds und Denver (University of Colorado).
2013 erhielt er den Crafoord-Preis mit Robert J. Winchester und Peter K. Gregersen für Polyarthritis-Forschung.
1995 bis 2012 war er Mitglied des Nobelkomitees.

## Schriften
- A new model for an etiology of rheumatoid arthritis: smoking may trigger HLA-DR (shared epitope)-restricted immune reactions to autoantigens modified by citrullination. In: Arthritis & Rheumatism, Band 54, Januar 2006, S. 38–46.
- mit H. Källberg u. a. Gene-gene and gene-environment interactions involving HLA-DRB1, PTPN22, and smoking in two subsets of rheumatoid arthritis, American J. Hum. Genetics, Band 80, 2007, S. 867–875
- mit E. F. Remmers u. a. STAT4 and the risk of rheumatoid arthritis and systemic lupus erythematosus. In: New England Journal of Medicine, Band 357, 2007, S. 977–986.
- mit J. Rönnelid, K. Lundberg und anderen: Immunity to citrullinated proteins in rheumatoid arthritis. In: Annual Review of Immunology, Band 26, 2008, S. 651–675.
- mit anderen: Rheumatoid arthritis (Seminar). In: The Lancet, Band 373, 2009 S. 659–672
- mit H. Mahdi u. a.: Specific interaction between genotype, smoking and autoimmunity to citrullinated alpha-enolase in the etiology of rheumatoid arthritis. In: Nature Genetics, Band 41, 2009, S. 1319–1324
- mit S. Saevarsdottir und anderen: Patients with early rheumatoid arthritis who smoke are less likely to respond to treatment with methotrexate and TNF inhibitors. Observations from the EIRA cohort and the Swedish Rheumatology Register. In: Arthritis & Rheumatism, Januar 2011.
- L Mathsson, M Mullazehi, MC Wick, O Sjöberg, R van Vollenhoven, L Klareskog et al.: Antibodies against citrullinated vimentin in rheumatoid arthritis: Higher sensitivity and extended prognostic value concerning future radiographic progression as compared with antibodies against cyclic citrullinated peptides. In: Arthritis Rheum, 2007, 58(1), S. 36–45